# Mo Farah
Sir Mohammed "Mo" Farah CBE OLY (somali: Maxamed Faarax, arabisk: محمد فرح) (født 23. marts 1983 i Mogadishu, Somalia) er en britisk international atletikudøver af somalisk oprindelse. Han har i dag den britiske rekord på 10.000 meter og den britiske indendørs rekord på 3000 meter.
Ved Sommer-OL 2012 i London på hjemmebane vandt Farah guld på herrernes 10.000 meter og blev olympisk mester.
Mo farah løb sit sidste løb på bane d. 12. August 2017 
Under VM i atletik i London -  5000 m. Han endte med en andenplads med en tid på 13: 33. 22 minutter. Fremover vil Farah satse på halvmarathon og marathon på landevej.